# بولي هيدروكسي بوتيرات
بولي هايدروكسي بيوتيريت (بالانجليزية :Polyhydroxybutyrate ) يرمز له بالرمز (PHB) هو عبارة عن بوليمر ينتمي إلى فئة البوليستر ويصنف من المواد البلاستيكية المشتقة حيويا ََََو قابلة للتحلل الحيوي 